# Odon Mieszkowic

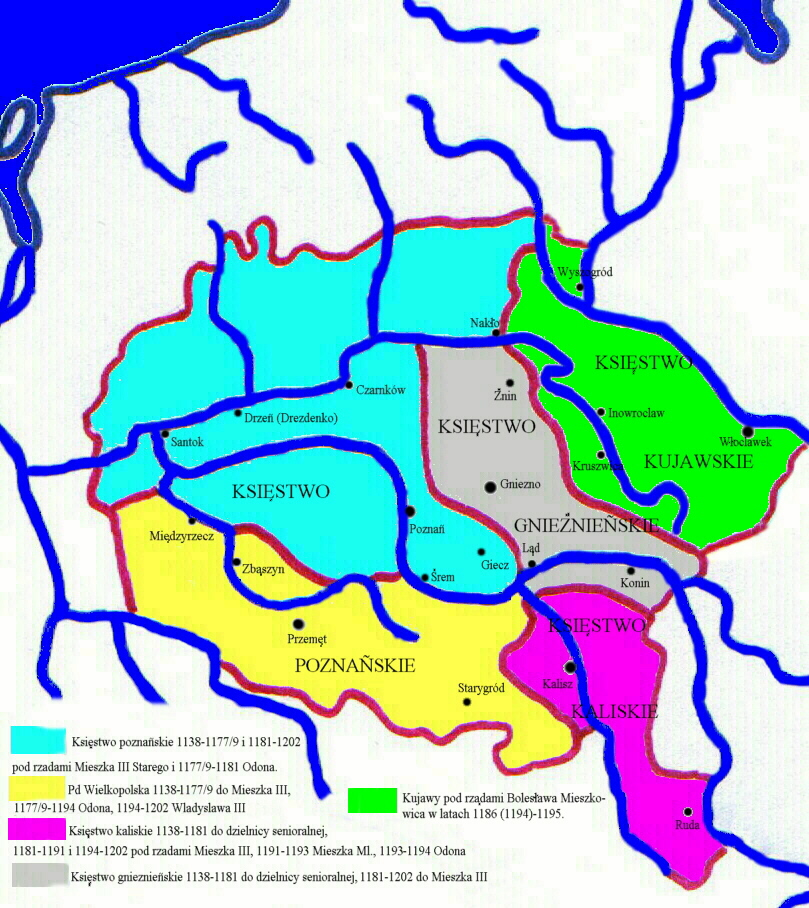
Wielkopolska w czasach Mieszka Starego (Uwaga! Przynależność księstw do poszczególnych Piastowiczów, ich granice, oraz datacja są dyskusyjne).

Odon (Odo) poznański (wielkopolski, Mieszkowic) (ur. pomiędzy 1141 a 1149, zm. 20 kwietnia 1194) – książę poznański 1177/79-1182, książę w południowej Wielkopolsce 1177/79-1194, książę kaliski w latach 1193–1194.
Odon był najstarszym synem księcia wielkopolskiego Mieszka Starego i jego pierwszej żony Elżbiety węgierskiej.
Imię otrzymał zapewne na cześć wuja, margrabiego brandenburskiego Ottona I Askańczyka, który ożenił się z Judytą, siostrą Mieszka Starego, w 1148.
Nie wiadomo kiedy dokładnie się urodził, nastąpiło to jednak około roku 1145.
Osoba Odona po raz pierwszy pojawia się 21 maja 1161 na zjeździe w Łęczycy, gdzie książę poświadczył dokument, który został wydany przez Bolesława IV Kędzierzawego i Henryka Sandomierskiego.
W 1177 Odon przyłączył się do ogólnopolskiego powstania przeciw władzy Mieszka III. Podstawową przyczyną oprócz próby wywalczenia własnej dzielnicy było faworyzowanie przez ojca przyrodniego rodzeństwa Odona zrodzonego z drugiej małżonki księcia wielkopolskiego Eudoksji. Walki Odona z Mieszkiem przeciągnęły się zapewne do 1179, kiedy to Mieszko Stary musiał ostatecznie uchodzić z kraju. Usadowienie się Odona w Poznaniu zaakceptował nowy książę senior – Kazimierz II Sprawiedliwy.
W 1181, gdy Mieszko III powraca do kraju, dochodzi do porozumienia pomiędzy ojcem i synem, na mocy którego Mieszko zostaje zwierzchnim księciem wielkopolskim i ponownie przejmuje władzę w Poznaniu – Odon zostaje wtedy władcą terytoriów położonych w południowej Wielkopolsce nad rzeką Obrą (część historyków uważa, że Odon utrzymał się w stolicy Wielkopolski do swej śmierci).
O rządach Odona w Wielkopolsce nie zachowało się wiele informacji: wiemy tylko, że uruchomił własną mennicę. Zachowała się także konna pieczęć władcy z napisem "Odo Dux" (Odo książę).
2 sierpnia 1193 umiera jego młodszy brat Mieszko Młodszy, Odon przejmuje wtedy za zgodą Mieszka III Kalisz.
Odon Poznański zmarł 20 kwietnia 1194 i został pochowany w katedrze w Poznaniu. Po śmierci Odona dzielnicę nad Obrą objął w zastępstwie małoletniego syna księcia Władysława najmłodszy syn Mieszka Starego Władysław III Laskonogi, Kalisz przejął zaś Mieszko Stary.

## Rodzina

### Małżeństwo i potomstwo
Żoną Odona była Wyszesława, córka Jarosława Ośmiomysła, księcia halickiego, albo jego syna Włodzimierza. Dokładna data zawarcia tego małżeństwa nie jest znana. Badacze sądzą, że doszło do niego po 1184 roku.
Dziećmi Odona i Wyszesławy byli:
- Władysław Odonic (ur. ok. 1190, zm. 5 czerwca 1239) – książę wielkopolski,
- Ryksa (ur. ok. 1190, zm. 18 XI po 1238) – księżniczka wielkopolska[5].

W literaturze przedmiotu czasem ukazuje się informacja, że dziećmi Odona byli również:
- Eufrozyna, żona księcia gdańskiego Świętopełka II Wielkiego. W świetle współczesnych badań genealogicznych osobę tę odrzuca się z filiacji[6],
- Odon – pleban kapituły magdeburskiej[7].

### Genealogia
| Bolesław III Krzywousty ur. 20 VIII 1086 zm. 28 X 1138 | Bolesław III Krzywousty ur. 20 VIII 1086 zm. 28 X 1138 |                                                               |                                                               | Salomea z Bergu ur. zap. 1099 zm. 27 VII 1144 | Salomea z Bergu ur. zap. 1099 zm. 27 VII 1144 |  |  | Almos ur. ok. 1075, zm. 1127 lub Stefan II ur. ok. 1101, zm. 1 III 1131 | Almos ur. ok. 1075, zm. 1127 lub Stefan II ur. ok. 1101, zm. 1 III 1131 |                                                             |                                                             | Przedsława ur. ?, zm. ? lub Adelajda ur. ?, zm. ? | Przedsława ur. ?, zm. ? lub Adelajda ur. ?, zm. ? |
|                                                        |                                                        |                                                               |                                                               |                                               |                                               |  |  |                                                                         |                                                                         |                                                             |                                                             |                                                   |                                                   |
|                                                        |                                                        |                                                               |                                                               |                                               |                                               |  |  |                                                                         |                                                                         |                                                             |                                                             |                                                   |                                                   |
|                                                        |                                                        | Mieszko III Stary ur. w okr. 1122–1125 zm. 13 lub 14 III 1202 | Mieszko III Stary ur. w okr. 1122–1125 zm. 13 lub 14 III 1202 |                                               |                                               |  |  |                                                                         |                                                                         | Elżbieta węgierska ur. ok. 1128 zm. 21 VII w okr. 1150–1154 | Elżbieta węgierska ur. ok. 1128 zm. 21 VII w okr. 1150–1154 |                                                   |                                                   |
|                                                        |                                                        |                                                               |                                                               |                                               |                                               |  |  |                                                                         |                                                                         |                                                             |                                                             |                                                   |                                                   |
|                                                        |                                                        |                                                               |                                                               |                                               |                                               |  |  |                                                                         |                                                                         |                                                             |                                                             |                                                   |                                                   |
|                                                        |                                                        |                                                               |                                                               |                                               |                                               |  |  |                                                                         |                                                                         |                                                             |                                                             |                                                   |                                                   |

|                                             |                                             | Wyszesława ur. zap. w okr. 1167–1170 zm. po 3 XII 1194 OO po 1184 | Wyszesława ur. zap. w okr. 1167–1170 zm. po 3 XII 1194 OO po 1184 | Odon Mieszkowic (ur. w okr. 1141–1149 zm. 20 IV 1194) | Odon Mieszkowic (ur. w okr. 1141–1149 zm. 20 IV 1194) |  |  |  |  |
|                                             |                                             |                                                                   |                                                                   |                                                       |                                                       |  |  |  |  |
|                                             |                                             |                                                                   |                                                                   |                                                       |                                                       |  |  |  |  |
|                                             |                                             |                                                                   |                                                                   |                                                       |                                                       |  |  |  |  |
| Władysław Odonic ur. ok. 1190 zm. 5 VI 1239 | Władysław Odonic ur. ok. 1190 zm. 5 VI 1239 | Ryksa ur. ok. 1190 zm. 18 XI po 1238                              | Ryksa ur. ok. 1190 zm. 18 XI po 1238                              |                                                       |                                                       |  |  |  |  |